# Deutsche Botschaft Taschkent
Die Deutsche Botschaft Taschkent ist die diplomatische Vertretung der Bundesrepublik Deutschland in der Republik Usbekistan.

## Lage und Gebäude
Die Liegenschaft der Botschaft befindet sich unweit des „Denkmals für die Opfer des Erdbebens von Taschkent 1966“ am Ostufer des Flusses Ankhor im Distrikt Yunusabad zentral in der usbekischen Hauptstadt Taschkent. Die Straßenadresse lautet: Sharaf Rashidov Ko’chasi 15, Taschkent 100017.
Das Außenministerium Usbekistans ist 2,5 km entfernt südlich gelegen und in wenigen Minuten erreichbar. Der Internationale Flughafen Taschkent (Toshkent Xalqaro Aeroporti) liegt in gut 12 km Entfernung südlich der Stadt; die Fahrt dauert in der Regel eine knappe halbe Stunde.
Die auf dem Botschaftsgelände mit einer Fläche von 14.000 m² befindliche Kanzlei sowie Visastelle der Botschaft Taschkent erwiesen sich in den 2010er Jahren als erneuerungsbedürftig, da sie weder in Funktionalität noch bezüglich der Sicherheitstechnik einen ausreichenden Standard aufwiesen. Der Architektenauftrag mit Tragwerk, technischer Ausrüstung, Infrastruktur, Freianlagen und Wegen wurde für ein Konzept vergeben, das sowohl rationale Elemente der westlichen Bautradition als auch Stilmerkmale der islamischen Kultur – z. B. arabeske Fassadenornamentik – einschließt. Die Bruttogrundfläche der Funktionsräume beträgt ca. 2500 m². Die deutschen und usbekischen Genehmigungsplanungen wurden 2015 abgeschlossen, die Fertigstellung war für 2018 geplant.

## Auftrag und Organisation
Die Deutsche Botschaft Taschkent hat den Auftrag, die deutsch-usbekischen Beziehungen zu pflegen, die deutschen Interessen gegenüber der Regierung von Usbekistan zu vertreten und die Bundesregierung über Entwicklungen in Usbekistan zu unterrichten.
In der Botschaft werden die Sachgebiete Politik, Wirtschaft und entwicklungspolitische Zusammenarbeit sowie Kultur, Bildung und Wissenschaft bearbeitet. Bei Regierungsverhandlungen im Mai 2019 hat Deutschland Usbekistan für die Jahre 2019 und 2020 insgesamt 123,8 Millionen Euro für die finanzielle und technische Zusammenarbeit zugesagt. Schwerpunkte sind das Gesundheitswesen und die nachhaltige Wirtschaftsentwicklung.
Das Referat für Rechts- und Konsularangelegenheiten der Botschaft betreut ganz Usbekistan als konsularischen Amtsbezirk. Es bietet konsularische Dienstleistungen für dort ansässige deutsche Staatsangehörige an. Die Visastelle des Referats stellt Visa für usbekische Staatsangehörige aus.

## Geschichte
Nach dem Zerfall der Sowjetunion wurde die Republik Usbekistan am 1. September 1991 ein unabhängiger Staat. Die Bundesrepublik Deutschland eröffnete am 6. Mai 1992 ihre Botschaft in Taschkent.